# Vindelfjällen
Vindelfjällen is een bergmassief in de Zweedse provincie Västerbottens län en het landschap Lapland. Het valt binnen de gemeentes Sorsele en Storuman. Het grootste deel van het gebied maakt deel uit van het natuurreservaat Vindelfjällen, dat 550 000 hectare beslaat. Daarmee is het het grootste beschermde natuurgebied van Zweden en een van de grootste van Europa.

## Flora en fauna
Het gebied is van groot belang voor de bescherming van de poolvos in Scandinavië. Van de naar schatting 50 volwassen Zweedse poolvossen leven er 10 in Vindelfjällen. Daarom is er een project opgezet om de overlevingskansen van deze ernstig bedreigde diersoort te verbeteren.
Andere diersoorten die in het reservaat voorkomen zijn de bruine beer, veelvraat, lynx, giervalk, steenarend, dwerggans en de laplanduil. Bepaalde delen van het gebied zijn tijdens het broedseizoen afgesloten om kwetsbare broedvogels te beschermen.
De flora in het gebied wijkt weinig af van de andere berggebieden in Norrland. De uitzondering wordt gevormd door de delen waar de ondergrond uit kalksteen bestaat. Hier zijn diverse zeldzame plantensoorten te vinden, zoals Rhododendron lapponicum, Saxifraga cotyledon, vlammend kartelblad (Pedicularis flammea), Braya linearis en Draba cacuminum. In het gebied liggen ook twee van de drie bekende locaties van een uiterst zeldzame orchidee, Gymnadenia runei.

## Toekomstig nationaal park

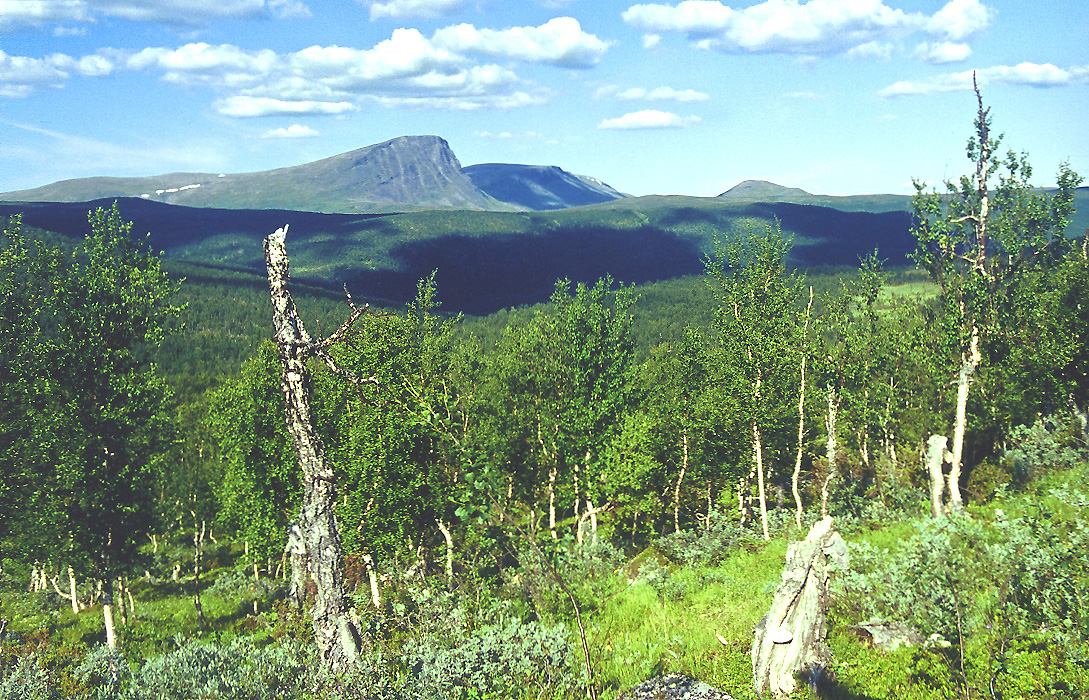
Subarctisch berkenbos (Betula pubescens ssp. tortuosa) in de omgeving van het Tärnameer.

Eind 2008 is bekend geworden dat het natuurresrvaat op zal gaan in een nieuw op te richten nationaal park, dit zal na 2013 gebeuren. Dat het niet eerder gebeurt, komt doordat er lokaal vrij veel verzet is tegen de vorming van het nationaal park. Zo zijn er mensen die denken dat het wintersporttoerisme in de regio er schade van zal ondervinden. Anderen zien het niet zitten dat de mogelijkheden tot vissen en jagen beperkt zullen worden.

## Toegang
De E12 doorsnijdt het gebied en zorgt voor een goede bereikbaarheid, het meer oostelijk gelegen bergdorpje Ammarnäs kan ook als uitvalsbasis dienen. Men kan van daaruit Kungsleden bewandelen, dat door het massief loopt. Maar er zijn ook vele andere gemarkeerde en ongemarkeerde paden beschikbaar.

## Rivieren
In het noorden van het gebied ontspringt de Vindelälven, het is een van de vier grote rivieren in Zweden die tot 'nationale rivier' zijn verklaard en waar geen dammen in mogen worden gebouwd. De andere nationale rivieren zijn de Torne älv, de Pite älv en de Kalixälven. Verder ontspringt ook de Ume älv in Vindelfjällen, maar dan in het westelijke deel van het massief.